# Amor de mujer
«Amor de Mujer» es una canción interpretada por la cantante mexicana Paulina Rubio, incluida en su álbum debut La chica dorada. La compañía discográfica EMI Capitol de México la publicó el 26 de noviembre de 1992 como el segundo sencillo del disco en México y otras regiones de Latinoamérica, y como el tercer sencillo en Estados Unidos en mayo de 1993. «Amor de Mujer» fue escrita por José Ramón Flórez y el letrista italiano Gian Pietro Felisatti, conocido en el ambiente musical como «Difelisatti», y fue producida por Miguel Blasco. Como un intento de potenciar el proyecto debut de la cantante, «Difelisatti» compuso y grabó la pista en Italia junto a otras pistas del álbum, y tras aceptar la canción, Paulina Rubio grabó las voces en los Estudios Balu-Balu en Madrid, España. 
«Amor de Mujer» es una canción pop rock con influencias new wave que cuenta con la instrumentación de guitarras, teclados, batería y un arreglo de cuerdas eléctricas, mientras que la letra expresa el sentimiento y el estado de ánimo de una mujer que experimenta por primera vez el amor y la desilusión. Tras su lanzamiento, el tema recibió opiniones positivas de los críticos y comercialmente consiguió entrar dentro del top ten e las listas musicales más importantes de Latinoamérica y los Estados Unidos, incluyendo la lista Hot Latin Songs de Billboard, donde alcanzó la posición número ocho. 
El video musical de «Amor de Mujer» fue dirigido por Benny Corral, y en este se aprecia una continuación del primer clip de La chica dorada, «Mío». En el video aparece la cantante y su interés amoroso (interpretado por el exmodelo José Cabalán Macari) teniendo una escapada romántica, pero todo cambia cuando descubre que es un bad boy. 
Paulina Rubio ha interpretado la canción en varias de sus giras musicales; también realizó una actuación en la ceremonia de los Premios TVyNovelas México 1993. La canción también figuró en múltiples discos recopilatorios de la cantante, incluyendo Top Hits (2000), I'm So In Love: Grandes Éxitos (2001) y Mío: Paulina Y Sus Éxitos (2006).

## Composición
«Amor de Mujer» comienza con una introducción de teclados apresurados y ligeros golpeteos de batería. Después de que la cantante termina de cantar cada frase, unos riffs de guitarra irrumpen en la pista.  Está compuesta en la tonalidad de do mayor y resalta por un estribillo adornado de coros uniformes. Musicalmente, la canción incorpora una naturaleza pop rock con ligeros arreglos new wave que le dan un aire clásico de finales de los años 80.
Líricamente, «Amor de Mujer» evoca un romance veraniego, en el que la narradora cuenta cómo comenzó a aflorar sus sentimientos hacia un interés amoroso que conoce desde hace tiempo. Sin embargo, por alguna razón el amor entre ambos no florece por completo y ella decide reprimir sus deseos de que él se quede a su lado, terminando abruptamente su relación. Paulina Rubio ha explicado que a través de la canción transmite los sentimientos que experimenta una mujer cuando se enamora por primera vez.  Michele Johnson, del sitio web Classic Rock History, notó que aunque la letra es dramática y sombría, tanto como «el argumento de una película», tiene un ritmo optimista con Paulina sonando como un «ángel».

## Recepción comercial
En México, «Amor de Mujer» se publicó como el segundo sencillo del álbum, el 26 de noviembre de 1992, y se convirtió en el éxito comercial subsecuente de Paulina Rubio después de «Mío». Alcanzó la posición número uno en las listas musicales, convirtiéndose en su segundo número uno en México. Además, impactó la radio comercial del rock mexicano Top 40, figurando en el puesto número diez de la lista de fin de año de 1993, mientras que en la lista general ocupó el puesto número siete. En otros territorios de Latinoamérica, como El Salvador, ocupó los primeros puestos de popularidad dentro de la lista de los discos y sencillos más populares publicada por el diario El Siglo de Torreón.
En Estados Unidos, «Amor de Mujer» se publicó como el tercer sencillo del álbum, en mayo de 1993. Ingresó a la lista Hot Latin Tracks de la revista Billboard el 12 de junio de 1993 en la posición número treinta y cinco; cinco semanas después, se colocó en la posición número ocho y se mantuvo ahí durante dos semanas consecutivas. Luego de doce semanas en el top cuarenta, el 28 de agosto de 1993 descendió a la posición número treinta y cuatro, concluyendo con un buen rendimiento en la lista. Se convirtió en su tercer sencillo dentro del top 10 de la lista Hot Latin Tracks de Billboard, después de «Mío» y «Abriendo las Puertas al Amor».

## Video musical
El video musical de «Amor de Mujer» fue dirigido por Benny Corral, con quien Paulina Rubio trabajó por primera y hasta la fecha la única ocasión, mientras que las filmación se realizó en la Colonia Roma de la Ciudad de México, a finales de 1992. Según la cantante, la narrativa del clip es una continuación de «Mío», en donde también aparece su mismo interés amoroso, interpretado por el ex modelo José Cabalán Macari. La audiencia notó el estilo «rockero» que adoptó la cantante para este video.
El video comienza con Paulina Rubio acostada en su cama, mientras se intercalan escenas de su novio siendo expulsado de un sitio y tentado a poseer de manera ilícita una motocicleta que tiene el motor encendido. Una vez robado el vehículo, el sujeto aparece en la casa de la intérprete para dar un paseo nocturno a las afueras de la ciudad. Ella le dice que espere un momento en lo que se arregla y en seguida se escapa por la ventana de su recámara. Algunas escenas cambian a tono sepia y muestran a la pareja viajando en una carretera y jugueteando en un páramo. Cuando regresan a la casa de la intérprete, el chico es detenido por la policía. Ella queda desilusionada por descubrir que su interés amoroso realmente es un bad boy.

## Presentaciones
Paulina Rubio cantó por primera vez «Amor de Mujer» en octubre de 1992, en el programa de televisión de variedad Siempre en Domingo, conducido por Raúl Velasco. La cantante salió de una base giratoria que la presentaba oficialmente como «La Chica Dorada». En la actuación vestía una chaqueta abierta sobre un bustier y una mini falda, todo en color dorado. Ese mismo look lo utilizó en varias presentación de televisión durante esa época.
Para el programa de televisión especial Instantes, transmitido por la cadena Las Estrellas de Televisa a finales de 1992, la cantante hizo una actuación que luego fue incluida en el DVD del álbum recopilatorio Celebridades (2008). A pesar de que no fue acompañada por bailarines de apoyo o sus coristas, logró que el público se sintiera entusiasmado por su única presencia.  
En la XI Entrega de los Premios TV y Novelas Paulina Rubio montó un show especial para la presentación. Vestida de novia con ropa dorada salió de entre el público y comenzó a interpretar una versión remix de la canción. La mezcla también incluyó el coro de «Mío». Nuevamente la cantante sorprendió a los espectadores. Esa misma noche se llevó el premio especial a «Cantante revelación femenina del año».

## Formatos
| CD sencillo México |                                    |          |  |
| N.º                | Título                             | Duración |  |
| 1.                 | «Amor De Mujer» (Versión de álbum) | 03:50    |  |

| Maxi Single & Casete México. |                          |          |  |
| N.º                          | Título                   | Duración |  |
| 1.                           | «Mío» (Extended Pop Mix) | 05:22    |  |
| 2.                           | «Mío» (Underground Mix)  | 05:22    |  |
| 3.                           | «Mío» (Radio Edit)       | 04:22    |  |
| 4.                           | «Amor de mujer» (Remix)  | 07:53    |  |

## Posiciones en las listas de popularidad

### Listas de popularidad
| Listas de popularidad 1993 |                            |          |
| País                       | Lista                      | Posición |
| El Salvador                | El Siglo de Torreón        | 1        |
| Estados Unidos             | Billboard Hot Latin Tracks | 8        |
| México                     | El Siglo de Torreón        | 2        |

### Trayectoria en las lista Hot Latin Tracks
| Posición | 35 | 23 | 21 | 16 | 15 | 8 | 8 | 13 | 12 | 16 | 22 | 34 |

## Créditos
- Paulina Rubio: voz.
- José Ramón Flórez: composición.
- Gian Pietro Felisatti «Difelisatti»: composición.
- Miguel Blasco: productor.
- Cesar Valle: composición.
- José Antonio Álvarez Alija: ingeniería.
- Remy Causse: arreglos.
- Luis Méndez: dirección artística.
- Adolfo Pérez Butrón: fotografía.
- Ma. Elena Ibarra: diseño gráfico.

Créditos adaptados de las notas de Amor de Mujer.